# Romina Kuffner
Romina Kuffner (* 15. Juli 1992) ist eine deutsche Fußballspielerin.

## Leben
Kuffner begann ihre Laufbahn im Jugendbereich bei der SpVgg Eicha und wechselte später zum ASV Oberpreuschwitz. In der Saison 2008/09 war die Stürmerin Mitglied im Kader des Bundesligisten TSV Crailsheim. Ihren ersten Bundesliga-Einsatz hatte sie am 14. September 2008, als sie in der 78. Minute für Lisa Wich eingewechselt wurde. Im Sommer 2009 wechselte Kuffner zum SC Freiburg. In der Saison 2011/2012 stand Kuffner zuletzt in Diensten des Zweitliga-Aufsteigers ETSV Würzburg.

## Persönliches
Kuffner studierte Wirtschaftswissenschaften an der Julius-Maximilians-Universität Würzburg.

## Statistik
- 1. Bundesliga

- Saison 2008/2009, TSV Crailsheim

14 Spiele, 2 Tore
- Saison 2009/2010, SC Freiburg

2 Spiele
- Auswahlmannschaften

- U-15: 5 Spiele, 1 Tor
- Jugendauswahlen des BFV: 35 Spiele